# Сражение при Турбате
Сражение при Турбате — одно из сражений во время Русско-турецкой войны (1806—1812), произошедшее 5-6 (17-18) марта 1807 года на территории современной Румынии у сёл Турбат и Чаторжоглу, севернее Журжево. 

## История
В конце февраля 1807 года главнокомандующий российской Молдавской армией генерал от кавалерии И. И. Михельсон, чтобы помешать османскому командующему в Валахии Мустафа-паше Байрактару послать помощь к блокированному русскими войсками Измаилу, двинулся с корпусом около 10 000 человек и 40 пушек в направлении Бухареста и Журжево. В Бухаресте он оставил два батальона и, собрав свои силы в Копачени, затем двинулся через Калугарени к Дае. 3-го марта погода испортилась, пошёл снег; 4-го марта, из-за того, что люди и лошади страдали от мороза и не могли больше двигаться по занесённым снегом дорогам, наступление приостановилось.
5-го марта погода улучшилась, и на рассвете, обе колонны, не доходя одной версты до позиции турок, остановились на левом берегу небольшого ручья между деревнями Дая и Фрасине. После двухчасового отдыха Михельсон направил свои войска на неприятельскую позицию в укреплённых окопами деревнях Турбат и Чаторжоглу, расположенных на равнине в трех верстах впереди крепости Журжево. 
Колонны генерал-майоров И. И. Исаева и К. К. Уланиуса двинулись налево, вместе с егерями, уланами и несколькими казаками, и атаковали деревню Чаторжоглу, где находилось около 800 турок. В течение дня шёл бой за укрепления, но русские войска так и не смогли захватить деревню, упорно обороняемую османами, и к вечеру были вынуждены перейти к блокаде. Ночью турки, выбрав удобный момент, прорвались через озеро, охраняемое только одним пикетом, и бежали в Журжево.
В это время генералы М. А. Милорадович, И. Е. Шевич и полковник А. Н. Бахметьев со своими колоннами, построенными в каре, атаковали Турбат, Кират и другие деревни. Около 5000 турецкой конницы вышли из своего лагеря и контратаковали русскую кавалерию. Турецкая конница была оттеснена, русской пехотой были заняты деревни Турбат и Назырь. Часть османской пехоты (около 300 человек) укрылась в каменном строении, замке Мустафы Байрактара, и не хотели сдаться. Замок был взят приступом, а все его защитники переколоты. Некоторые турки спрятались в погреб, и там все были взорваны.
На другой день, 6-го марта, русские войска, построенные в каре, подошли в боевом порядке к предместью Журжево. Турки вышли оттуда массой конницы, но действиями генерал-майора К. К. Уланиуса, командовавшего левым флангом, были отброшены. В центре и на правом фланге турецкая конница была также отбита. После довольно продолжительного сражения турки возвратились в свои укрепления, которые Михельсон не решился атаковать, ограничившись только их обстрелом. Турки также отвечали ему сильным огнем. Вечером Михельсон отвёл свои войска к Турбату. В сражении погибло более 1000 человек со стороны турок и более 300 человек русских. 
7-го марта Михельсон разместил свои войска по деревням вокруг Журжево и оставался там шесть недель. Наконец, он велел разорить все деревни, уничтожил все запасы и возвратился в Бухарест. Корпус генерала Милорадовича был расположен около Аржиша и Кильнича. Граф Каменский был послан в Браилов, а князь Владимир Долгорукий в деревню Слободзею. 